# Rue Jean-Bologne
La rue Jean-Bologne est une voie du 16e arrondissement de Paris, en France.

## Situation et accès
La rue Jean-Bologne est une voie publique située dans le 16e arrondissement de Paris. Elle débute au 12, rue de l'Annonciation et se termine au 51, rue de Passy.

## Origine du nom

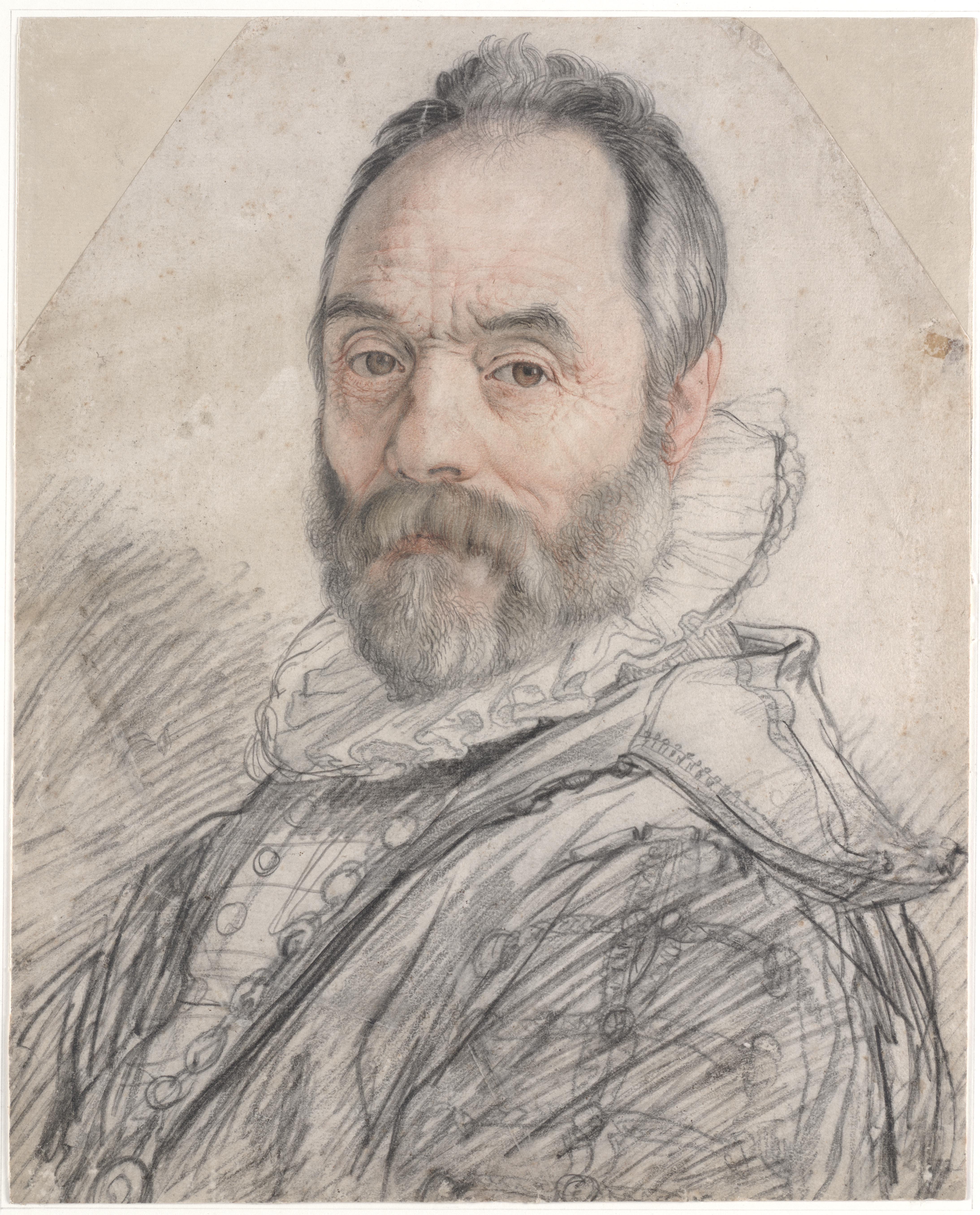
Le sculpteur Jean Bologne.

Elle porte le nom du sculpteur d'origine flamande Giambologna, Giovani da Bologne ou Jean Bologne ou Boulogne (1529-1608).

## Historique
Cette voie de l'ancienne commune de Passy, indiquée sur le cadastre en 1823 sous le nom de « rue Neuve-de-l'Église », est ouverte à l'emplacement de l'ancien presbytère de l'église de Passy et d'une partie de son jardin. Elle est classée dans la voirie parisienne par un décret du 23 mai 1863, avant de prendre sa dénomination actuelle par un décret du 24 août 1864.
En 1826, un marché forain est établi « rue Neuve-Église », qui est transféré en 1845 au croisement de la rue Bois-Le-Vent et de la place de Passy,.
La rue longe l'église Notre-Dame-de-Grâce de Passy, qui donne sur la place Claude-Goasguen, au croisement avec l'avenue Alphonse-XIII et la rue de l'Abbé-Gillet.
Une photographie de 1960 montrant l'intersection de la rue Jean-Bologne avec la rue de l'Abbé-Gillet est reproduite dans le Dictionnaire historique des rues de Paris de Jacques Hillairet.

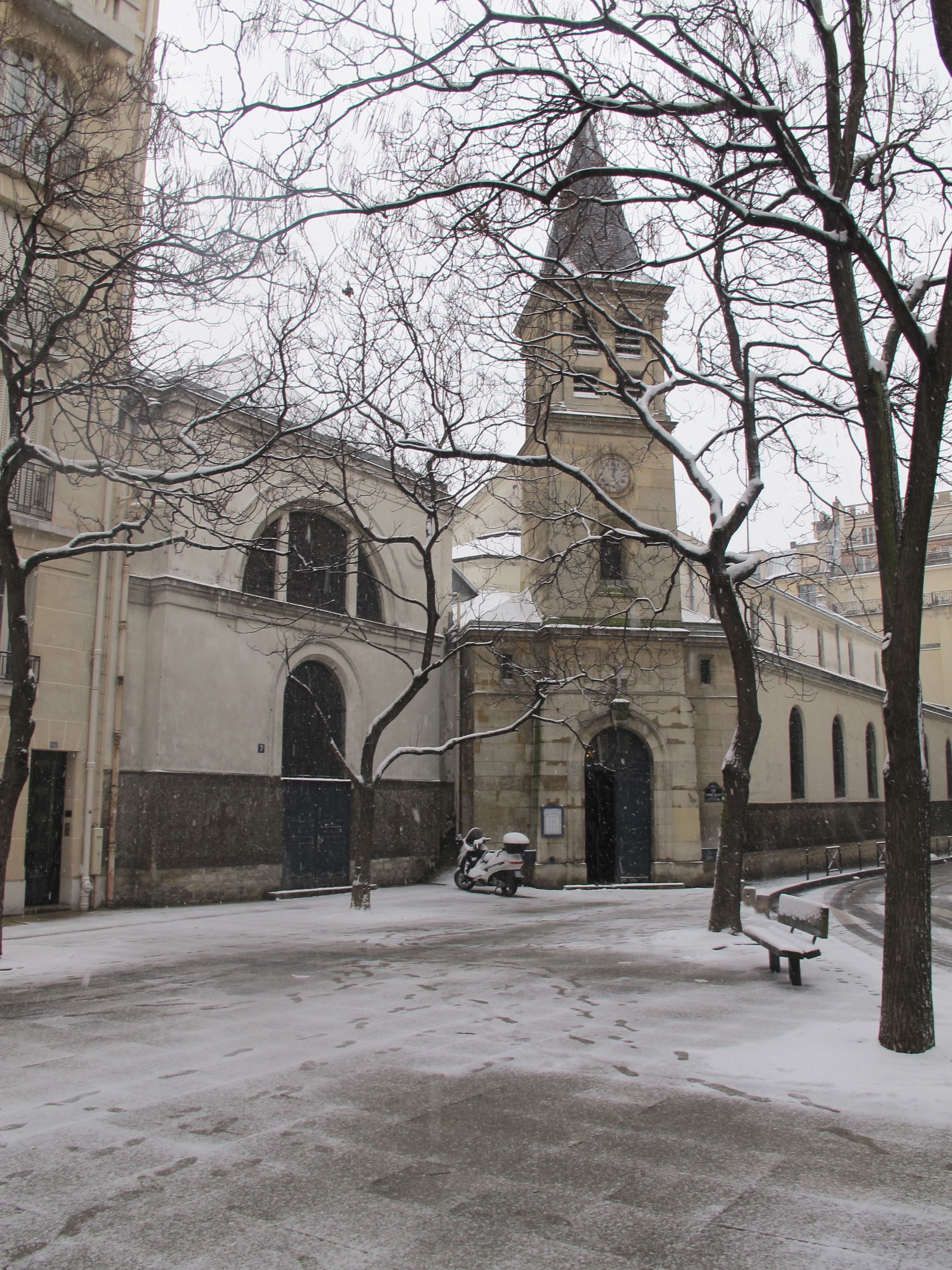
Église Notre-Dame-de-Grâce de Passy, le long de la rue.